# Trifolium israeliticum
Trifolium israeliticum är en ärtväxtart som beskrevs av Daniel Zohary och Katzn.. Trifolium israeliticum ingår i släktet klövrar, och familjen ärtväxter. Inga underarter finns listade i Catalogue of Life.